# Leichtathletik-Länderkampf der Männer 1954 Spanien – BR Deutschland
| 1. Leichtathletik-Länderkampf mit bundesdeutscher Beteiligung 1954 | 1. Leichtathletik-Länderkampf mit bundesdeutscher Beteiligung 1954 |                              |
| ------------------------------------------------------------------ | ------------------------------------------------------------------ | ---------------------------- |
|                                                                    |                                                                    |                              |
| Ländervergleich der Männer: Spanien – BR Deutschland               |                                                                    |                              |
| Austragungsort                                                     | Madrid                                                             |                              |
| Wettbewerbe                                                        | 17                                                                 |                              |
| Datum                                                              | 15./16. Mai 1954                                                   |                              |
| 1. FRG 2. ESP                                                      | 117 Punkte 061 Punkte                                              |                              |
| Chronik                                                            |                                                                    |                              |
| ← letzter LK 1953: 00TUR-FRG (M)                                   | FRG-AUT-SUI Straß'lauf (M) →                                       | FRG-AUT-SUI Straß'lauf (M) → |

Im ersten Vergleich des Länderkampfjahres 1954 trafen die bundesdeutschen Männer wieder einmal auf einen Premierengegner. Am 15./16. Mai ging es schon früh in der Saison gegen Spanien. Gastgeber war die spanische Hauptstadt Madrid.

## Wettbewerbe und Modus
Im ersten Länderkampf der Saison wurde mit siebzehn Wettbewerben ein leicht reduziertes Programm ausgetragen. Aus allen Bereichen fehlten einige wenige Disziplinen, so das Rennen über 3000 Meter Hindernis und der Marathonlauf, außerdem die beiden Gehstrecken sowie der Zehnkampf. Von den technischen Wettbewerben standen der Dreisprung und der Hammerwurf nicht auf dem Plan. In den Einzeldisziplinen wurde nach dem üblichen Standard gewertet, in den Staffeln wurden die Punkte mit fünf zu drei verteilt.

## Ergebnis
Die bundesdeutschen Leichtathleten dominierten den Vergleich sehr deutlich. Sie gewannen außer den Rennen über 10.000 Meter und dem 400 Meter Hürden alle Wettbewerbe. Neun Mal gab es dabei Doppelerfolge. So entschieden die Leichtathleten der Bundesrepublik Deutschland den Länderkampf mit 117 zu 62 Punkten sehr klar für sich.

## Resultate

### 100 m
| Platz | Athlet         | Land | Zeit (s) |
| ----- | -------------- | ---- | -------- |
| 1     | Manfred Germar | FRG  | 10,8     |
| 2     | Javier Llana   | ESP  | 10,9     |
| 3     | Peter Kraus    | FRG  | 10,9     |
| 4     | Juan Ruano     | ESP  | 11,1     |

Datum: 15. Mai

### 200 m
| Platz | Athlet         | Land | Zeit (s) |
| ----- | -------------- | ---- | -------- |
| 1     | Peter Kraus    | FRG  | 22,0     |
| 2     | Manfred Germar | FRG  | 22,2     |
| 3     | Javier Llana   | ESP  | 22,2     |
| 4     | Juan Ruano     | ESP  | 23,2     |

Datum: 16. Mai

### 400 m
| Platz | Athlet          | Land | Zeit (s) |
| ----- | --------------- | ---- | -------- |
| 1     | Hans Geister    | FRG  | 48,6     |
| 2     | Heinz Ulzheimer | FRG  | 49,0     |
| 3     | José Fórmica    | ESP  | 50,8     |
| 4     | Cabrera         | ESP  | 53,3     |

Datum: 15. Mai

### 800 m
| Platz | Athlet         | Land | Zeit (min) |
| ----- | -------------- | ---- | ---------- |
| 1     | Edmund Brenner | FRG  | 1:53,2     |
| 2     | Albert Radusch | FRG  | 1:55,1     |
| 3     | Manuel Macías  | ESP  | 1:56,6     |
| 4     | Cabrera        | ESP  | 2:00,0     |

Datum: 16. Mai

### 1500 m
| Platz | Athlet             | Land | Zeit (min) |
| ----- | ------------------ | ---- | ---------- |
| 1     | Heinz Laufer       | FRG  | 3:59,6     |
| 2     | Karl-Heinz Schmalz | FRG  | 4:00,8     |
| 3     | Manuel Macías      | ESP  | 4:01,8     |
| 4     | E. Jiménez         | ESP  | 4:03,8     |

Datum: 15. Mai

### 5000 m
| Platz | Athlet            | Land | Zeit (min) |
| ----- | ----------------- | ---- | ---------- |
| 1     | Heinz Laufer      | FRG  | 14:47,0    |
| 2     | Stefan Lüpfert    | FRG  | 14:48,2    |
| 3     | Antonio Amorós    | ESP  | 14:49,4    |
| 4     | Luis Garcia Serna | ESP  | 15:36,8    |

Datum: 16. Mai

### 10.000 m
| Platz | Athlet            | Land | Zeit (min) |
| ----- | ----------------- | ---- | ---------- |
| 1     | Antonio Amorós    | ESP  | 31:40,0    |
| 2     | Luis Garcia Serna | ESP  | 32:32,0    |
| 3     | Hermann Eberlein  | FRG  | 32:32,4    |
| 4     | Fritz Hänsch      | FRG  | 32:51,0    |

Datum: 15. Mai
Es wurde eine Runde (10.302 Meter) zu viel gelaufen.

### 110 m Hürden
| Platz | Athlet               | Land | Zeit (s) |
| ----- | -------------------- | ---- | -------- |
| 1     | Bert Steines         | FRG  | 15,2     |
| 2     | Sebastián Junqueras  | ESP  | 15,6     |
| 3     | Werner Möller        | FRG  | 16,0     |
| 4     | José Jorge Parellada | ESP  | 16,0     |

Datum: 15. Mai

### 400 m Hürden
| Platz | Athlet             | Land | Zeit (s) |
| ----- | ------------------ | ---- | -------- |
| 1     | José Fórmica       | ESP  | 56,0     |
| 2     | Werner Möller      | FRG  | 56,9     |
| 3     | Karl-Heinz Schmalz | FRG  | 57,8     |
| 4     | Romaguera          | ESP  | 60,8     |

Datum: 16. Mai

### 4 × 100 m Staffel
| Platz | Besetzung      | Land                                                 | Zeit (s) |
| ----- | -------------- | ---------------------------------------------------- | -------- |
| 1     | BR Deutschland | Bert Steines Manfred Germar Peter Kraus Hans Geister | 42,3     |
| 2     | Spanien        | Juan Ruano Agular F. Tuduri Javier Llana             | 43,8     |

Datum: 15. Mai

### 4 × 400 m Staffel
| Platz | Besetzung      | Land                                                       | Zeit (min) |
| ----- | -------------- | ---------------------------------------------------------- | ---------- |
| 1     | BR Deutschland | Albert Radusch Edmund Brenner Heinz Ulzheimer Hans Geister | 3:22,5     |
| 2     | Spanien        | Cabrera Jiménez Romaguera José Fórmica                     | 3:32,0     |

Datum: 16. Mai

### Hochsprung
| Platz | Athlet            | Land | Höhe (m) |
| ----- | ----------------- | ---- | -------- |
| 1     | Hans-Jürgen Jenss | FRG  | 1,93     |
| 2     | Werner Bähr       | FRG  | 1,90     |
| 3     | Casado            | ESP  | 1,90     |
| 4     | Salvador Morales  | ESP  | 1,90     |

Datum: 16. Mai

### Stabhochsprung
| Platz | Athlet           | Land | Höhe (m) |
| ----- | ---------------- | ---- | -------- |
| 1     | Julius Schneider | FRG  | 4,00     |
| 2     | Werner Bähr      | FRG  | 3,50     |

Datum: 15. Mai
Spanien stellte keine Teilnehmer.

### Weitsprung
| Platz | Athlet              | Land | Weite (m) |
| ----- | ------------------- | ---- | --------- |
| 1     | Dieter Richter      | FRG  | 7,29      |
| 2     | Manuel González     | ESP  | 7,12      |
| 3     | Heinz Oberbeck      | FRG  | 6,90      |
| 4     | Sebastián Junqueras | ESP  | 6,74      |

Datum: 16. Mai

### Kugelstoßen
| Platz | Athlet             | Land | Weite (m) |
| ----- | ------------------ | ---- | --------- |
| 1     | Josef Hipp         | FRG  | 14,17     |
| 2     | Heinz Oberbeck     | FRG  | 13,97     |
| 3     | José del Pino      | ESP  | 13,45     |
| 4     | José Luis Adarraga | ESP  | 12,04     |

Datum: 15. Mai

### Diskuswurf
| Platz | Athlet                      | Land | Weite (m) |
| ----- | --------------------------- | ---- | --------- |
| 1     | Josef Hipp                  | FRG  | 44,55     |
| 2     | Miguel de la Quadra-Salcedo | ESP  | 42,28     |
| 3     | José Luis Adarraga          | ESP  | 38,45     |
| 4     | Heinz Oberbeck              | FRG  | 38,40     |

Datum: 16. Mai

### Speerwurf
| Platz | Athlet          | Land | Weite (m) |
| ----- | --------------- | ---- | --------- |
| 1     | Heinrich Will   | FRG  | 64,74     |
| 2     | Gerhard Keller  | FRG  | 62,25     |
| 3     | Pedro Apellániz | ESP  | 53,66     |
| 4     | Abascal         | ESP  | 51,62     |

Datum: 15. Mai

## Weblink
- El I Encuentro España - Alemania. In: atletismo, Circular de la Federacion Catalana de atletismo, S. 5/6 (1.405 KB), abgerufen am 9. Juli 2024